# Emilia Frances Noel
Emilia Frances Noel (Kensington, 9 de fevereiro de 1868 — Reino Unido, 19 de março de 1950) foi uma botânica, escritora e ilustradora britânica.